# Jean-Pierre Fragnière
Jean-Pierre Fragnière, né le 18 septembre 1944 à Veysonnaz et mort le 22 août 2021, est un professeur suisse de politique sociale. Il enseigne à la Haute école spécialisée de Lausanne et à l’Université de Genève, Faculté des sciences économiques et sociales (SES). De 1998 à 2009, il est également fondateur et Directeur scientifique de l'Institut universitaire âges et générations (INAG - IUKB), à Sion.

## Biographie
Jean-Pierre Fragnière est licencié en théologie à l'Université de Fribourg, licencié en sociologie de l'Université de Genève et Docteur en sciences sociales et pédagogiques, à l'Université de Lausanne. Ordonné prêtre catholique en 1969, il quittera l’institution ecclésiastique deux ans plus tard. Dès 1971, il est professeur à l'École d'études sociales et pédagogiques de Lausanne (HES-EESP), et au Département de sociologie de l'Université de Genève (Certificat de perfectionnement en politique sociale). Il a également créé, de 2005 à 2010, un enseignement original de : « Action sociale et éducation » au sein de l'Institut de psychologie et éducation à l’Université de Neuchâtel. En 1998 il participe à la fondation de l'Institut Universitaire Âges et Générations (INAG - IUKB, à Sion), il en sera le directeur scientifique jusqu’en 2009. 
De 1999 à 2006, Il a été, un membre très actif du Comité de DORE (acronyme de « Do Research »), action conjointe pour la promotion  de la recherche appliquée en travail social, santé, pédagogie et arts dans les HES et les HEP, du Fonds national suisse de la recherche scientifique (FNS) et de la Commission pour la Technologie et l'Innovation (CTI).
Dans le cadre de ses activités professionnelles, il sera également secrétaire de la Société Suisse de Sociologie, vice-président de l’Association Suisse de Politique Sociale, fondateur et directeur des éditions Réalités Sociales (Lausanne). Un film de la série PLANS FIXES retrace son parcours de vie.

## Projet en cours
Depuis 2012, il a mis en œuvre la plateforme vivreensemblelongtemps.ch, destinée à la promotion de la société de longue vie, ainsi qu'à la mise en place d'un réseau de solidarité intergénérationnelle.

## Ouvrages
Cette bibliographie recense trop d'ouvrages (février 2022). Les ouvrages doivent être de « référence » dans le domaine du sujet de l'article. Il peut être souhaitable de les insérer dans une référence et de les enlever de la section « bibliographie ». Il peut être également utile de créer un article bibliographique spécifique.
- Claude Pahud, Éd. Socialinfo, Lausanne, 2021.
- Aux sources de l’action sociale. Dans le pays de Vaud et ailleurs, Éd. Socialinfo, Lausanne, 2021.
- Mon cher / Mein Lieber, Éd. Socialinfo, Lausanne, 2021 – avec Katharina Ley.
- Les solidarités dans la société de longue vie, Éd. Socialinfo, Lausanne, 2020.
- L’entrée dans la vieillesse. 30 questions, Éd. Socialinfo, Lausanne, 2020.
- De corps et d’esprit. Avec Nicolas Duruz, Éd. Socialinfo, Lausanne, 2020.
- Ouvre tes volets ! Citations du matin, Éd. Socialinfo, Lausanne, 2020.
- Accueillir le changement. 50 ans de défis et de projets, Éd. Socialinfo, Lausanne, 2020.
- Entrer dans la société de longue vie (Ed.), Éd. Socialinfo, Lausanne, 2019.
- Faire ce qu’on promet. Avec Stéphane Rossini, Éd. Socialinfo, Lausanne, 2019.
- La retraite. Quels projets de vie ?, Éd. Socialinfo, Lausanne, 2019.
- Agir et penser. Avec Anne-Nelly Perret-Clermont, Éd. Socialinfo, Lausanne, 2019.
- Propos de démographe. Avec Hermann-Michel Hagmann, Éd. Socialinfo, Lausanne, 2019.
- Générations solidaires, Éd. Socialinfo, Lausanne, 2018 – avec Philippe Gnaegi.
- Habiter dans la société de longue vie. Le projet ADRET à Lancy, Éd. Socialinfo, Lausanne, 2018 – avec Claude Dupanloup.
- Oser la solidarité', Éd. Socialinfo, Lausanne, 2018.
- Oser le dire. Présence de Gérard Delaloye (Ed.), Éd. Socialinfo, Lausanne, 2017.
- Oser la mort, Éd. Socialinfo, Lausanne, 2017 – avec Bernard Crettaz.
- Une politique des âges et des générations, Éd. À la carte, Sierre, 2013.
- Retraites actives et solidaires en Valais. Aktive und solidarische Rentner im Wallis (avec Jean-Pierre Salamin), Éd. À la carte,  Sierre, 2013.
- Dictionnaire des âges et des générations, Réalités sociales, Lausanne, 2012.
- Les retraites. Des projets de vie, Réalités sociales, Lausanne, 2011.
- Solidarités entre les générations, Réalités sociales, Lausanne, 2010.
- Le furet, répertoire internet de la politique et de l’action sociales en Suisse, Réalités sociales, Lausanne, 2005.
- Entre science et action, La démographie au service de la cité (avec Maurice Nanchen), Réalités sociales, Lausanne, 2004.
- Les relations entre les générations. Petit glossaire, Réalités Sociales, Lausanne, 2004.
- L'avenir (avec Stefano Cavalli), (Éds), Réalités Sociales, Lausanne, 2003.
- Dictionnaire suisse de politique sociale, Girod R., (Éds), Nouvelle édition revue et augmentée, Réalités Sociales, Lausanne, 2002.
- Le système des trois piliers a-t-il un avenir ? (avec Carigiet E.), Réalités Sociales, Lausanne, 2001.
- Politiques sociales pour le XXIe siècle, Réalités Sociales, Lausanne, 2001.
- Pour les retraités. Joies et responsabilités, Réalités Sociales, Lausanne, 2001.
- La vérité est multiple. Essais de sociologie (avec Y. Fricker et J. Kellerhals, Réalités Sociales, Lausanne, 2000.
- Politiques familiales, l'impasse ?, (avec B. Despland) Lausanne, Éditions EESP, 1999.
- Dictionnaire suisse de politique sociale, (avec R. Girod), Réalités sociales, Lausanne, 1998.
- Politiques sociales en Suisse, Enjeux et débats, Réalités sociales, Lausanne, 1998.
- Bewegt ins Alter, (avec la collaboration de D. Puenzieux, Ph. Badan et S. Meyer), Seismo, Zurich, 1997.
- Maintien à domicile, le temps de l'affirmation, (avec H. M. Hagmann), Réalités sociales, Lausanne, 1997.
- Retraités en action. L'engagement social des groupements de retraités, (avec la collaboration de D. Puenzieux, Ph. Badan et S. Meyer), Réalités sociales, Lausanne, 1996.
- La sécurité sociale en Europe et en Suisse (avec P.-Y. Greber), Réalités sociales, Lausanne, 1996.
- Asi se escribe una monografia, Buenos Aires, 1996.
- Repenser la sécurité sociale, éd. Réalités sociales, Lausanne, 1995.
- Familles et sécurité sociale, éd. EESP, Lausanne, 1994.
- Wegleitung durch die Institutionen der sozialen Sicherheit in der Schweiz, Haupt, Berne, 1993.
- Échec scolaire et illettrisme (avec A. Compagnon, éds), éd. EESP, Lausanne, 1992.
- Pratiques des solidarités, (avec P. de Laubier et J. Kellerhals), éd. Réalités sociales, Lausanne, 1991.
- L'étude de la politique sociale, éd. EESP, Lausanne, 1990.
- Le temps des bénévoles (avec P. Mermoud), éd. du CFPS, Sion, 1989.
- Manuel de l'action sociale en Suisse, (Avec M. Fehlmann, Ch. Häfeli, A. Wagner), éd. Réalités sociales, Lausanne, 1989.
- La boîte à outils, un guide pour le temps des études, éd. EESP, Lausanne, 1989.
- Sécurité sociale en Suisse, Une introduction (avec Gioia Christen), Réalités sociales, Lausanne, 1988.
- L'action sociale demain, Réalités sociales, Lausanne, 1988.
- Wie schreibt man eine Diplomarbeit ?, Haupt, Berne, 1988.
- Dix ans de politique sociale en Suisse, Réalités sociales, Lausanne, 1986.
- Comment réussir un mémoire, Dunod, Paris, 1986.
- Les défis de la santé III, Pratiques et innovations (éd.), Réalités sociales, Lausanne, 1985.
- Comment faire un mémoire ? Réalités sociales, Lausanne, 1985.
- Maîtriser la division du travail dans les professions sociales et les professions de la santé, Réalités sociales, Lausanne, 1984.
- Assister, éduquer et soigner, (avec M. Vuille), Réalités sociales, Lausanne, 1982.
- Un autre travail social, (avec B. Bridel e.a.), éd. Delta, Vevey, 1981.
- Droit et politique sociale, (avec P. de Laubier, éd.), éd. Delta, Vevey, 1980.
- Santé et politique sociale, (avec P. Gilliand, éd.), éd. Delta, Vevey, 1980.
- Les ergothérapeutes, problèmes des professions paramédicales, (avec M. Dubochet), éd. Delta, Vevey, 1979.
- Le pouvoir dans la ville, préface de J.-W. Lapierre, (avec M. Bassand), éd. Delta, Vevey, 1978.
- Les ambiguïtés de la démocratie locale, préface de Tom Bottomore, (avec M. Bassand), éd. Georgi, St-Saphorin, 1976.